# Amastus subtenuimargo
Amastus subtenuimargo är en fjärilsart som beskrevs av Rothschild 1916. Amastus subtenuimargo ingår i släktet Amastus och familjen björnspinnare. Inga underarter finns listade i Catalogue of Life.